# مالكولم اسياس
مالكولم اسياس (بالهولندية: Malcolm Esajas)‏ (13 يوليو 1986 بأمستردام في هولندا - ) هو لاعب كرة قدم هولندي في مركز الهجوم. لعب مع آر كي سي فالفيك وأدو دين هاغ ودين بوستش وMVV Maastricht ‏.

## وصلات خارجية
- مالكولم اسياس على موقع قاعدة بيانات كرة القدم.إي يو (الإنجليزية)